# Pierre Mazeaud
Pour les articles homonymes, voir Mazeaud.
Pour l’article ayant un titre homophone, voir Pierre Mazaud.
Pierre Mazeaud, né le 24 août 1929 à Lyon (4e), est un alpiniste, juriste et homme politique français.
Pierre Mazeaud a pratiqué l'alpinisme à haut niveau. Il a réalisé plusieurs premières ascensions d'envergure aux côtés des plus grands alpinistes de sa génération. En 1978, il dirige la première expédition française qui réussit à gravir l'Everest et atteint lui-même le sommet le 15 octobre en compagnie des Français Jean Afanassieff et Nicolas Jaeger, et de l'Autrichien Kurt Diemberger, caméraman d'altitude.
À partir de 1968, il est à plusieurs reprises député, vice-président de l'Assemblée nationale, secrétaire d'État. Il est conseiller d'État, membre, puis président du Conseil constitutionnel jusqu'en mars 2007. Il est aussi vice-président du comité d'honneur de l'organisation universitaire UNI.

## Biographie

### Jeunesse et études
Sa famille compte plusieurs juristes connus (il est le neveu d'Henri Mazeaud, et l'oncle de Denis Mazeaud). Son père est professeur de droit et passionné de montagne.
Il suit un parcours secondaire difficile. Renvoyé de collège en lycée, de lycée en collège, il obtient son baccalauréat et obtient une licence de droit puis un doctorat en droit en 1955.
Au début de ses études de droit, il rejoint la Fédération anarchiste (FA) et devient membre de sa commission étudiante. Il écrit alors dans Le Libertaire sous le pseudonyme de Pierre Hem. Il écrit 11 articles entre le 14 juillet 1950 et le 25 mai 1951 sur les luttes étudiantes, l’anticolonialisme ou pour défendre la stratégie de « troisième front » (« Ni Staline, ni Truman ») préconisée par la FA.

### Parcours professionnel
De 1961 à 1962, Pierre Mazeaud est magistrat. Il intègre le cabinet ministériel du Premier ministre Michel Debré en 1961, en tant que chargé de mission. L'année suivante, il devient conseiller technique au cabinet du Garde des Sceaux, et ce jusqu'en 1967.
Il se présente une première fois aux municipales en 1965, pour obtenir la mairie de Limoges. Il est battu par Louis Longequeue. Il reste donc en cabinets ministériels, et est chargé de mission auprès du ministre de la Jeunesse et des Sports entre 1967 et 1968.
En 1968, il est député des Hauts-de-Seine. Il conserve son siège jusqu'en 1973. En 1969, il est un proche soutien de Georges Pompidou lors de la campagne pour l'élection présidentielle. Entre 1973 et 1974, il est secrétaire d'État auprès du Premier ministre, chargé de la Jeunesse, des Sports et des Loisirs dans le 2e gouvernement Messmer.
Entre mars et mai 1974, il est un éphémère secrétaire d'État auprès du ministre de l'Éducation nationale, chargé de la Jeunesse et des Sports dans le 3e gouvernement Messmer.
De 1974 à 1976, il est secrétaire d'État auprès du ministre de la Qualité de la vie, chargé de la Jeunesse et des Sports dans le 1er gouvernement Chirac. Il est nommé en 1976 conseiller d'État par le président de la République.
De 1979 à 1989, il est maire de Saint-Julien-en-Genevois. De 1986 à 1998, il est député de Haute-Savoie. Il occupe entre 1987 et 1988 le poste de vice-président de la Haute Cour de justice.
De 1987 à 1988, Mazeaud est président de la commission des lois de l'Assemblée nationale. Il est entre 1992 et 1993 vice-président de l'Assemblée nationale. Il est ensuite nommé, entre 1993 et 1997, président de la commission des lois de l'Assemblée nationale
Entre 1992 et 1998, il est conseiller régional de la région Rhône-Alpes. Parallèlement, entre 1987 et 1997, il est juge titulaire à la Haute Cour de justice. Il redevient entre 1997 et 1998 vice-président de l'Assemblée nationale.
En 1998, il est nommé membre du Conseil constitutionnel par le président de la République Jacques Chirac. Il prête serment le 3 mars 1998. Il est nommé président du Conseil constitutionnel le 27 février 2004 par le président de la République.

### Autres activités
En décembre 2005, il est élu membre de l'Académie des sciences morales et politiques au fauteuil d'Alice Saunier-Seité. Il est également membre de l'Académie des sports.
En 2007, il est élu président de l'association française des docteurs en droit (AFDD). Il est, cette même année, nommé président de l'association « La Montagne pour 2018 », dont l'objectif est de promouvoir auprès du Comité national olympique et sportif français (CNOSF) l'idée d'une candidature française pour l'organisation des JO d'hiver 2018 entre Annecy, Gap et Grenoble.
De janvier 2007 à septembre 2010, il est président de la fondation Charles-de-Gaulle.
En 2007, il est nommé vice-président du Comité de réflexion sur la modernisation et le rééquilibrage des institutions par le président de la République Nicolas Sarkozy. Ce comité réunit des personnalités politiques et des constitutionnalistes d'horizons divers. Il a trois mois pour élaborer des propositions, dans la ligne du discours que le président de la République a prononcé le 12 juillet 2007 à Épinal.
En février 2008, il préside la commission chargée d'émettre un rapport sur la politique d'immigration menée par le gouvernement. Ce rapport, rendu public le 7 juillet 2008, juge très sévèrement les projets du gouvernement, notamment sur les quotas d'étrangers à expulser. La Cimade critique néanmoins le lien opéré entre aide publique au développement et contrôle des flux migratoires, parlant d'un « chantage ».
Il est membre de la composition arbitrale en qualité de président du tribunal arbitral, avec Jean-Denis Bredin, avocat et académicien, et Pierre Estoup, ancien magistrat, dans l'affaire Bernard Tapie contre le Crédit lyonnais.

## Alpinisme
La montagne est la première passion de Pierre Mazeaud. Il découvre la montagne à Grenoble, où il habita jusqu'à ses seize ans avec son père qui l'initie à l'alpinisme. Il commence à pratiquer l'alpinisme en 1947 à Chamonix et, de retour à Paris, il découvre l'escalade en forêt de Fontainebleau. En 1952, Pierre Mazeaud effectue son service militaire chez les chasseurs alpins à l'École militaire de haute montagne.
À Paris, Pierre Mazeaud consacre ses weekends à l'escalade, dans le Saussois, dans les Ardennes ou à Chamonix. Dans le Saussois en 1953, il fait la connaissance des alpinistes Lucien Bérardini, Jean Couzy et Robert Paragot.
En 1956, Pierre Mazeaud escalade la face nord de l'aiguille du Plan dans le massif du Mont-Blanc puis entre dans l'alpinisme de très haut niveau en faisant la cinquième ascension française du Piz Badile par sa face nord, dans la chaîne de la Bernina,. L'année suivante, dans le massif du Mont-Blanc, il tente sans succès la voie Bonatti sur la face est du Grand Capucin puis réussit l'ascension de l'arête sud de l'aiguille Noire de Peuterey et la traversée des aiguilles du Diable. En 1958, dans les Dolomites, il parcourt en tête la voie Comici à la Cima Grande puis, en second derrière René Desmaison, la voie Cassin à la Cima Ovest,. Après ces répétitions de voies réputées, Pierre Mazeaud s'engage dans l'ouverture de voies nouvelles.

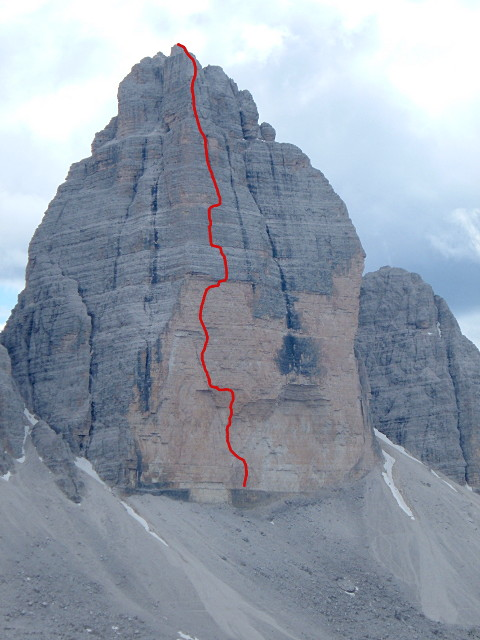
Vue de la face nord de la Cima ovest, avec, en rouge, le tracé de la « voie Couzy » ouverte en juillet 1959.

René Desmaison choisit Pierre Mazeaud pour réaliser en juillet 1959 son projet de nouvelle voie directe dans face nord surplombante de la Cima Ovest, la voie Couzy (ce projet avait été imaginé deux ans auparavant par René Desmaison et Jean Couzy, mort accidentellement quelques mois plus tôt). Pour cette ascension, ils sont accompagnés par une seconde cordée composée de Pierre Kohlmann et Bernard Lagesse, qui les aident à équiper les premières longueurs de la voie avant d'assurer leur ravitaillement en vivres et en matériel au moyen d'un filin qui les relie à la cordée de tête. L'ascension, presque intégralement en escalade artificielle, nécessite en effet une quantité très importante de matériel et durera quatorze jours,. À la fin du mois de septembre 1959, René Desmaison et Pierre Mazeaud réalisent une autre première, celle du pilier nord-ouest des Grands Charmoz, dans les aiguilles de Chamonix.
En 1960, Pierre Kohlmann ouvre avec Pierre Mazeaud la voie directe dans la face sud du Pouce dans les aiguilles Rouges, puis ils ouvrent dans le massif du Mont-Blanc une voie sur le versant de Chamonix de l'aiguille du Peigne. En février 1961, ils réalisent une première hivernale, celle du couloir Nord du Piz Cengalo dans la chaîne de la Bernina.
Pierre Mazeaud fait partie de l'équipe d'alpinistes menée par Pierre Kohlmann qui, en 1961, participent dans les gorges de la Jonte au tournage du film de cape et d'épée Le Miracle des loups.
En juillet 1961, accompagné des Français Pierre Kohlmann, Antoine Vieille et Robert Guillaume et rejoint par les Italiens Walter Bonatti, Andrea Oggioni et Roberto Gallieni, Pierre Mazeaud tente la première ascension du pilier central du Freney sur le versant italien du mont Blanc. L'orage interrompt l'ascension et la tempête qui s'installe contraint les alpinistes à une retraite qui se transforme en tragédie. Seuls Walter Bonatti, Roberto Gallieni et Pierre Mazeaud survivront, Pierre Mazeaud étant secouru in extremis après que ses deux camarades survivants ont atteint le refuge et signalé aux secours l'endroit où l'épuisement l'avait immobilisé,,.
Après une première tentative infructueuse en juin 1960 avec Jean Alzetta, Pierre Mazeaud réussit en juillet 1962 avec Walter Bonatti la première ascension du versant est des Petites Jorasses, dans le massif du Mont-Blanc,.
Au cours de l'été 1963, Pierre Mazeaud réalise plusieurs premières dans le massif du Mont-Blanc : il ouvre avec Antoine Tsinant une voie à la pointe Durier au mont Maudit, puis avec André Contamine une voie au mont Blanc du Tacul et enfin ouvre une nouvelle voie sur la face sud de l'aiguille du Midi. Le jour de Noël 1963, il accomplit avec René Desmaison et José Giovanni la première de l'éperon nord de la pointe centrale de l'aiguille du Midi.
En 1964, Pierre Mazeaud et les alpinistes Roberto Sorgato et Wido Ender sont les trois acteurs du film Cordée européenne de Lothar Brandler. Ce film, qui montre l'ascension de la voie Branler-Hasse à la Cima Grande dans les Dolomites, sera primé au festival de Trente.
Avec Ignazio Piussi et Roberto Sorgato, Pierre Mazeaud réalise en 1965 la première ascension directe du versant nord-ouest de la Civetta dans les Dolomites,. Au cours de leur ascension, ils sont victimes d'un énorme éboulement qui les blesse tous les trois ; Pierre Mazeaud, violemment touché à la tête, s'évanouit et frôle la mort.
À l'instigation du cinéaste Jacques Ertaud, Pierre Mazeaud et Lucien Berardini partent en février 1966 pour le Hoggar. Leur objectif : la première ascension de la Takouba dans la Garet El Djenoun. Lucien Bérardini effectue en tête les passages en escalade libre, Pierre Mazeaud ceux en escalade artificielle, leur entreprise couronnée de succès est filmée par les caméras de l'équipe de Jacques Ertaud.
En avril 1971, Pierre Mazeaud participe à une expédition internationale à destination de l'Everest mais les choix de la direction de l'expédition lui interdisent de tenter le sommet ; il rentre en France, déçu. En août de la même année, avec Roberto Sorgato, il reprend la voie Major au mont Blanc en ouvrant une importante mais exposée variante le long de son pilier sud.
En 1978, soutenu par TF1 et France Inter qui envoient deux équipes faire des reportages en direct, Pierre Mazeaud repart pour l'Everest à la tête d'une expédition française nommée « Everest 78 » (expédition de 66 jours, en collaboration avec une expédition allemande menée par le médecin alpiniste Karl Herrligkoffer, qui seule a reçu l'autorisation du gouvernement népalais et atteint le sommet le 14 octobre), empruntant la voie par le col Sud. Chef de cordée, Pierre Mazeaud atteint le sommet le 15 octobre en compagnie des Français Jean Afanassieff et Nicolas Jaeger et de l'Autrichien Kurt Diemberger, caméraman d'altitude ; ils sont les trois premiers Français à atteindre ce sommet. Il renouvelle ensuite cette expérience de chef d'expédition himalayenne. En 1982, il est à la tête d'une expédition au Nanga Parbat (8 125 m) mais les conditions météorologiques difficiles ne permettent qu'à un seul des membres de l'expédition, Hans Engl, d'atteindre le sommet. En 1984, il dirige une expédition au Gasherbrum I (8 068 m) qui échoue en raison du mauvais temps. Pierre Mazeaud retourne encore en Himalaya mais essuie de nouveaux échecs : au Gasherbrum II en 1985 puis au Broad Peak en 1987.

## Décorations
- Chevalier de la Légion d'honneur (1979)[51]
- Officier de la Légion d'honneur (1999)[51]
- Commandeur de la Légion d'honneur (2004)[52]
- Grand officier de la Légion d'honneur (2008)[52]
- Grand-croix de la Légion d'honneur (2025)[53],[54]
- Officier de l'ordre du Mérite sportif‎
- Commandeur de l'ordre de Tahiti Nui (30 décembre 1997)

## Œuvres
- Le Mariage et la condition de la femme mariée à Rome (thèse de droit romain)
- « De quelques problèmes relatifs à la condition de la femme mariée à Rome », sur sudoc.fr, Paris, 1955 (consulté le 28 novembre 2018).  — thèse de doctorat.
- Montagne pour un homme nu, Arthaud, coll. « Sempervivum » (no 52), 1971, 290 p.  (réédition Arthaud, 1998. 373 p.  (ISBN 2700311892))
- Everest 78, Denoël, 1978
- Sports et liberté, Denoël, 1980
- Nanga-Parbat, Montagne cruelle, Denoël, 1982
- Des cailloux et des mouches --- ou l'échec à l'Himalaya, Orban, 1985
- Rappel au règlement, Éditions France-Empire, 1995
- En toute liberté, Flammarion, 1998
- Le peuple et l'idée de norme (sous la direction de Pierre Mazeaud et Catherine Puigelier), Éditions Panthéon-Assas, 2012
- Victor Hugo. Homme de lettres, homme de droit (sous la direction de Pierre Mazeaud et Catherine Puigelier), Editions Mare et Martin, 2013
- L'homme s'affranchit du mystère, Une histoire de la tolérance et de la transplantation tome 1, avec Catherine Puigelier, Éditions Mare et Martin, 2016
- La connaissance est un trésor, Une histoire de la tolérance et de la transplantation, tome 2, avec Catherine Puigelier, Éditions Mare et Martin, 2016
- Ce n'est pas vrai..., Une histoire de la tolérance et de la transplantation, tome 3, avec Catherine Puigelier, Éditions Mare et Martin, 2017